# Aunis
Aunis (pronunțat [o.nis] sau [o.ni]) este o regiune istorică și culturală franceză, corespunzând unei foste provincii care a avut ca centru principal orașul Châtelaillon (Castrum Allionis), apoi La Rochelle începând cu secolul al XIII-lea.
Teritoriul său, care avea cea mai mică suprafață dintre cele treizeci și două de guvernorate ale Franței în 1789, corespunde în zilele noastre la un sfert din nord-vestul departamentului Charente-Maritime.
Acest vechi comitat merovingian creat în 778 a redevenit oficial un guvernorat independent al Saintonge prin voința regelui Franței: "În 1374, Carol al V-lea a separat La Rochelle de Saintonge pentru a o transforma într-un guvernorat particular care includea în jurisdicția sa Rochefort, Marennes și pentru o scurtă perioadă Benon. Atunci Aunis apare legal ca o provincie distinctă". La fel ca celelalte treizeci și două de provincii franceze, Aunis a dispărut în 1790 în timpul creării departamentelor.
Locuitorii săi sunt cunoscuți sub numele de aunisieni. În afara capitalei, La Rochelle, provincia avea orașele Surgères, Marans, Rochefort și insula Ré. Cele trei alte insule din actualul departament Charente-Maritime, Oléron, Aix și Madame, aparțineau provinciei Saintonge - dar erau administrativ subordonate Guvernoratului "La Rochelle și Pays d'Aunis" în secolul al XVIII-lea.

Provincia Aunis în secolul al XVIII-lea și comunele actuale.

## Toponimie
Le numele acestei mici provincii din vestul Franței apare pentru prima dată în anul 785. În urma împărțirii Aquitaniei în nouă comitate, decretată de Carol cel Mare în 778, cel al Aunis este creat, iar numele său, ortografiat "pagus Alnensis", apare în testamentul contelui Roger.
Etimologia acestei mici provincii a dat naștere la multe interpretări diferite și chiar la fantezii care sunt încă în curs astăzi. În prezent, nu există încă un consens între istorici și etimologi.
În orice caz, trei interpretări interesante sunt propuse de etimologi, fără ca să fie posibil să se ajungă la o concluzie fermă:
- Potrivit unora, numele provinciei ar trebui să fie legat de originile sale silvestre, în care Arinii (genul Alnus) erau arbori foarte frecvenți în Evul Mediu; ar fi "țara arinilor"[n 4].
- Pentru alții, trebuie să se apropie numele provinciei de cel al tribului alanilor, care a invadat Galia în 406[n 5].
- În cele din urmă, a treia interpretare leagă numele Aunis de istoria tumultoasă a orașului Châtelaillon în perioada sa medievală. Prima capitală a Aunis a fost într-adevăr Châtelaillon (astăzi Châtelaillon-Plage), denumită sub numele de "Castrum Allionis", semnificând "castelul Aunisului". Această ultimă teorie pare să fie cea care are preferința unui număr mare de istorici[n 6].

## Istorie
Pentru mult timp, două curente de gândire diametral opuse s-au confruntat în ceea ce privește istoria antică a Aunis:
Primul, provenit de la istorici începând din secolul al XVIII-lea, a persistat în memoria colectivă până în zilele noastre. Poate fi rezumat în trei fraze:
„În Antichitate, regiunea, care va fi numită mai târziu Aunis și recunoscută ca provincie, va fi mult timp în afara civilizației.”;
„În perioada celtică, apoi galoromană, partea nordică a Santoniei, care va fi numită în Evul Mediu Aunis, este o regiune mult timp neglijată, în afara civilizației, precum și a oricărui ax de comunicație.”;
„Toate aceste caracteristici naturale adunate vor face din această regiune (...) adesea inundată, mlăștinoasă, puțin sănătoasă, puțin bogată, ușor de apărat, dar care nu poate servi drept punct de sprijin pentru un atac, o țară ostilă timp de secole lungi.”
Cel de-al doilea este rezumat încă din 1885 de către Georges Musset în introducerea cărții sale despre preistoria Charente-Inférieure:
"Saintonge, conform opiniei generale, a fost locuită foarte devreme, jucând un rol în perioada galoromană și chiar galică, în timp ce Aunis ar fi fost o soi de Tebaide, o țară pustie, febrilă, malarică, tăiată de bălți și mlaștini, refugiul tuturor oamenilor necinstiți și al celor excluși din societate. Este unanim acceptat că abia târziu s-a populat, și consensul afirmărilor de acest fel ne scutește de a face trimitere la niciuna dintre ele, atât de răspândită a fost această opinie printre cei care s-au ocupat de istoria Aunis, cu excepția, poate, a lui Lesson și Fleuriau de Bellevue. Am contestat această idee de mai multe ori, în special la Asociația Franceză pentru Avansarea Științei, la La Rochelle. Nu vom relua acest pledoarie. Ne vom mulțumi pur și simplu să spunem că Aunis, la fel ca și Saintonge, a fost populată în epoca preistorică, că găsim în această regiune urme ale civilizației de piatră și bronz, și că, chiar dacă, în condiții egale, numărul stațiilor descoperite în Aunis nu este atât de mare ca cel al stațiilor din Saintonge, acest lucru se datorează faptului că explorarea Aunisului, din acest punct de vedere special, are loc de puțin timp, iar un număr foarte mic de arheologi se ocupă de acest lucru."
Acesta se bazează pe o constatare: descoperirile arheologice există, sunt numeroase și contrazic afirmațiile anterioare. În timp ce lucrarea lui Musset prezintă lista urmelor preistorice semnalate în Charente-Maritime, în special în Aunis, la sfârșitul secolului al XIX-lea, trebuie să așteptăm până în 1978 pentru a avea o evaluare a Aunisului antic publicată în paginile Revistei Saintonge și Aunis.
Astăzi, sinteza descoperirilor arheologice prezintă Aunis-ul ca un teritoriu rural împânzit de mici exploatații agricole, apoi de orașe gallo-romane, legate între ele printr-o rețea de căi secundare. De la preistorie până la începutul sau, poate, mijlocul Evului Mediu, configurația geografică foarte particulară a acestei regiuni nu s-a schimbat prea mult. Era o peninsulă înconjurată de insule emergente. Actualii mlaștini (mlaștinile Poitevin la nord și mlaștinile Rochefort la sud) erau indentări maritime care pătrundeau adânc în traseul litoralului pe care îl cunoaștem astăzi. Harta arheologică demonstrează o activitate umană importantă în toate perioadele, inclusiv pe aproape toate insulele izolate.
Unele semne confirmă o activitate economică organizată în jurul a cel puțin 3 axe principale: exploatarea sării de mare încă din protoistorie, viticultura și pescuitul. Descoperirea unui număr foarte mare de monede romane, inclusiv comori monetare, provenite din întregul imperiu și acoperind primele 4 secole ale erei noastre, precizează importanța comerțului local.
Locațiile studiate sunt bogate în produse importate, demonstrând un comerț foarte deschis, facilitat de căile maritime.
Descoperire din comuna Saint-Georges-du-Bois a oferit două lucruri importante pentru istoria antică a Aunis: un amfiteatru estimat la 3000 de locuri și un templu de tip "fanum", două locuri de adunare care evidențiază clar o organizare umană structurată.

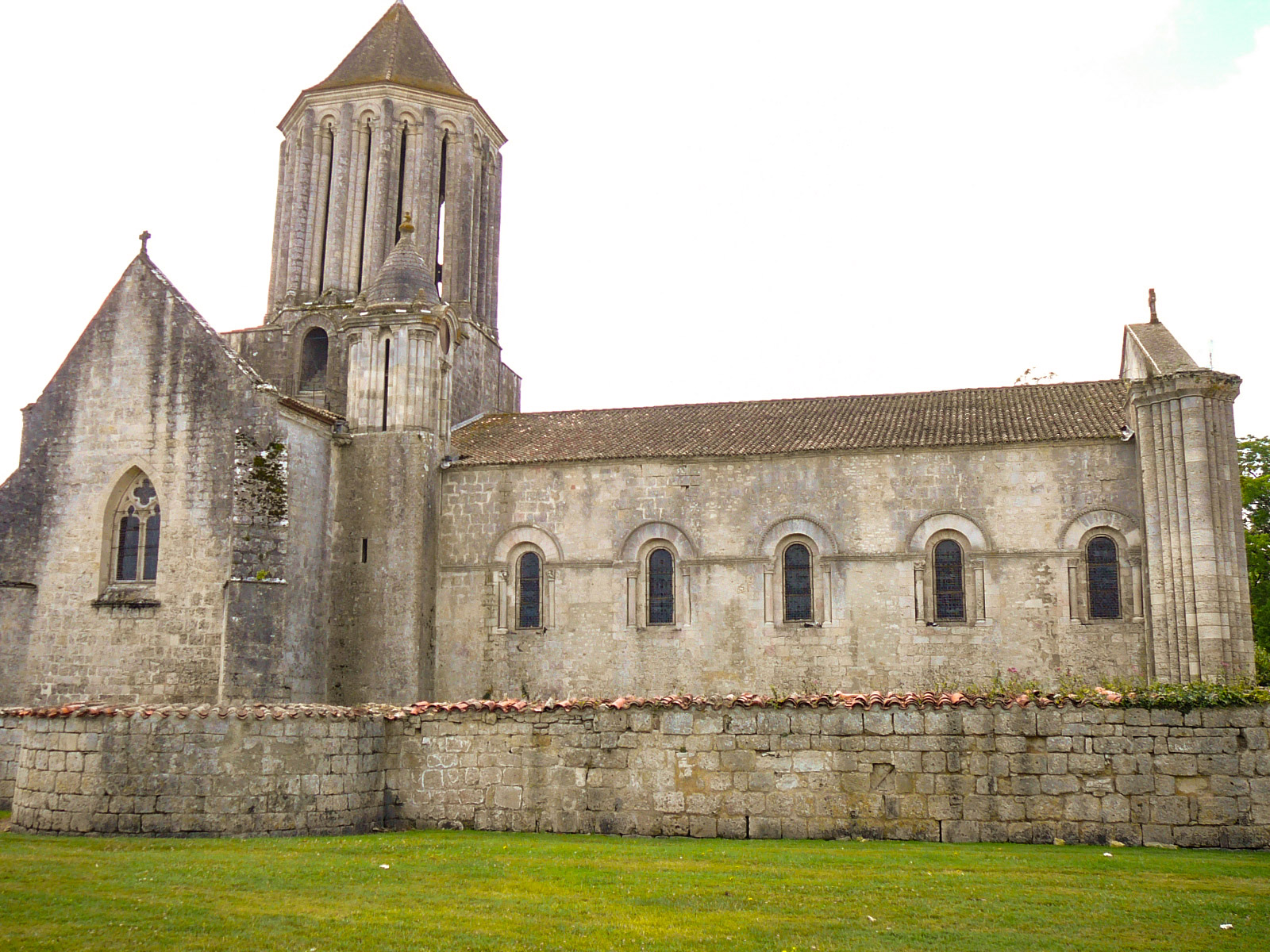
Biserica Notre-Dame de Surgères.

### „Pagus alnensis” în timpul Evului Mediu
Este în timpul domniei carolingiene când această parte a Saintonge intră cu adevărat în istorie.
Numele său, pagus Alnensis, apare pentru prima dată în anul 785. Ea depindea atunci de conții de Poitou. Spre sfârșitul secolului al X-lea, în urma prăbușirii puterii carolingiene, Aunis s-a desprins de Saintonge și a avut ca primă capitală Châtelaillon.
În secolele al IX-lea și al X-lea, conții de Poitou s-au grăbit mai întâi să fortifice coasta Aunis-ului. Ei au ridicat puternica fortăreață Châtelaillon cu cele paisprezece turnuri, pentru a face față amenințării reprezentate de vikingi. Dar incursiunile repetate ale normanzilor în interiorul țării, unde urcau pe cursurile râurilor și fluviilor, au creat o insecuritate și mai mare. De aceea, contele de Poitou a stabilit în mica sa provincie orașul fortificat Surgères în secolul al IX-lea. sau chiar castrul de Benon, cu "un turn care se ridica în mijlocul unei piețe, înconjurată de două drumuri de rond și de trei șanțuri largi".
Începând cu secolul al XI-lea, conții de Poitou au început să se intereseze de regiunea rurală a acestei mici provincii, mult timp izolată și lăsată în paragină, și au decis să o valorifice. În primul rând, au încurajat instalarea unor puternice abații pentru a defrișa vechea pădure Argenson. Benon a găzduit abația Grâce-Dieu, care a fost prima abație cisterciană fondată în Aunis, care a participat activ la defrișarea pădurii. Datorită călugărilor, au fost deschise spații largi în vechea pădure pentru a stabili sate și culturi (grâu, ovăz, orz) și pentru a planta, destul de devreme, vița de vie. Această puternică mișcare monahală, ulterior preluată de domnii laici, a participat la defrișare încă din secolul al XI-lea. Dar este mai ales în secolele al XII-lea și al XIII-lea când această valorificare a ceea ce va deveni mai târziu câmpia Aunisului va cunoaște o dezvoltare completă.
Pe litoral au fost amenajate saline, care au fost începutul bogăției Aunisului și, începând cu secolul al XI-lea, au asigurat prosperitatea provinciei. Châtelaillon a devenit rapid o mare cetate fortificată din Aunis și un important port prin care treceau sarea din Aunis și vinul din Saintonge.
După căderea din 1130 a Châtelaillon-ului, La Rochelle a câștigat rapid importanță și a devenit noua capitală a Aunis-ului: „Căderea Châtelaillon-ului datează din 1130, dar abia în 1144 întregul domeniu al familiei Alon a fost dezmembrat. O parte a trecut în posesia Mauléon-ilor, în special peninsula Aunis, pe care avea să se ridice începând cu 1151 noul oraș La Rochelle ”.
Aunis a fost ocupată în 1130 de către ducele d'Aquitania, Guillaume al X-lea, oferită ca zestre de Eleanor de Aquitania lui Ludovic al VII-lea, apoi, după divorțul ducesei, lui Henric al II-lea, rege al Angliei, devenit duce al Aquitaniei prin căsătoria sa. Aunis a fost atașată domeniului regal de către Ludovic al VIII-lea în 1224. Provincia a trecut sub dominația engleză în 1360 prin Tratatul de la Brétigny semnat de Ioan al II-lea. În 1370, regatul Franței se aliază cu regele Castiliei. Flota castiliană interceptează corpul expediționar englez la La Rochelle la 22 iunie 1372 și-l distruge pe 23. Campania pentru recucerirea Poitou, Aunis, Saintonge și Angoumois începe imediat după Bătălia de la La Rochelle. Insulele Ré și Oléron se predau la 26 august. La Rochelle, datorită unei manevre abile a lui Jean Chaudrier, se eliberează de ocupația engleză la 15 august. Orașul își deschide porțile la 8 septembrie după ce a negociat supunerea sa regelui Franței.

### Aunis a devenit o provincie specială în 1374
Ținutul Châtelaillon făcea parte din provincia Saintonge, o veche cetate galică a santonilor. „În 1374, Carol al V-lea a separat La Rochelle de Saintonge pentru a o transforma într-un guvern separat care a inclus în jurisdicția sa Rochefort, Marennes și pentru o vreme Benon. Este atunci când Aunis apare legal ca o provincie distinctă.”

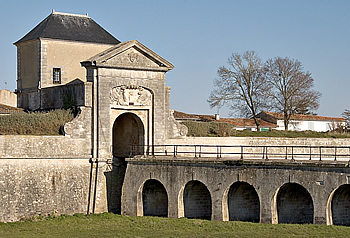
Fortificațiile lui Vauban la Saint-Martin-de-Ré.

Aunis a fost o provincie mult mai extinsă în Evul Mediu și a cunoscut numeroase fluctuații ale granițelor sale teritoriale. Ea se întindea de la Mlaștina Poitevin la nord, până în valea inferioară a râului Charente, la sud. La vest, includea Insula Ré, precum și Insula Aix, situată la gura de vărsare a râului Charente. În schimb, teritoriile sale la est erau extrem de variabile și rămâneau incerte. Se pare că Aunis se întindea până la porțile orașului Niort și includea, de asemenea, districtul Saint-Jean-d'Angély. La înființarea oficială a provinciei în 1374, în timpul domniei lui Carol al V-lea, Aunis a primit orașele Rochefort și Marennes, dar limitele sale la est nu au fost precizate.

### Aunis în timpul Reformei
Reforma Protestantă s-a introdus în Aunis încă din vremea lui Francisc I și a devenit foarte puternică: Aunis a fost ultima fortăreață a rezistenței, care a cedat doar odată cu căderea La Rochelle în 1628.

### Aunis la sfârșitul Vechilui Regim
La crearea departamentelor franceze în timpul Constituantei din 1790, Aunis era o provincie foarte mică atât ca suprafață cât și ca populație. În ciuda rezistenței locuitorilor săi și a intervenției energice a deputaților săi, în 1790 a fost asociată cu cea mai mare parte a provinciei Saintonge pentru a forma departamentul Charente-Maritime.

## Principalele monumente

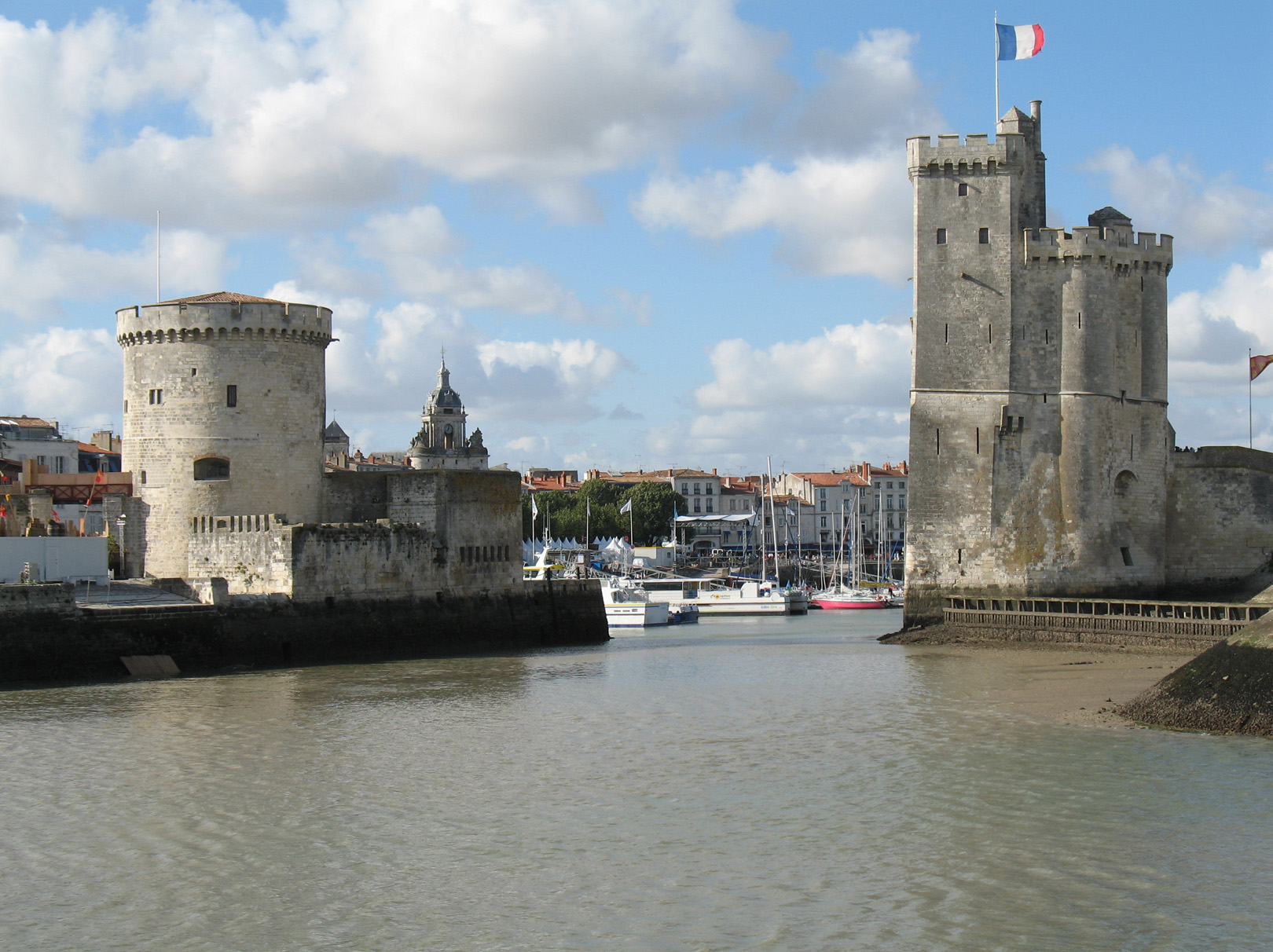
Intrarea în portul vechi din La Rochelle.

La Rochelle este un oraș cu mai multe situri remarcabile de vizitat, printre care:
- Turnurile Saint-Nicolas, de la Chaîne și de la Lanterne (cunoscute și sub numele de turnurile Quatre Sergents) - aceste turnuri istorice oferă o vedere superbă asupra orașului și portului. Ele sunt vestigii impresionante ale istoriei militare a La Rochelle.
- Primăria în stil renascentist - un edificiu emblematic în stil renascentist situat în inima orașului. Este remarcabil pentru arhitectura sa elegantă și detaliile sale artistice.

La Surgères :
- biserica romano-catolică Notre-Dame de Surgères

La Rochefort
- La Corderie royale

## Locuitori
Înainte de 1374, când provincia Aunis a fost creată, teritoriul provinciei era o parte din Saintonge, iar locuitorii care ocupau acest teritoriu nu erau considerați ca aparte de toți ceilalți.
Danstr-un dicționar din secolul al XIX-lea, se găsește următoarea descriere: locuitorii din Aunis sunt în general înzestrați cu o mare forță fizică și un caracter ardent și generos. Vecinătatea mării, care le oferă bogățiile sale, trebuie să influențeze vocația lor; prin urmare, această provincie a furnizat țării marinari iluștri și o mulțime de oameni distinși în toate domeniile legate de navigație. Plini de franchețe și amabilitate, ei practică în puritatea lor primitivă moravurile patriarhale; și, lipsiți de ambiție și de ură, trăiesc doar pentru familia lor, împărțind cu bucurie timpul lor între munca lor aspră în profesia lor și bucuriile vieții de acasă.
Pe plan religios, o parte din Aunisieni sunt protestanți. În timpul Vechiului Regim, o parte din populația din Aunis a emigrat în Canada. Între 1608 și 1700, au fost 524 de Aunisieni în acest teritoriu.